# Chartella
Chartella is een mosdiertjesgeslacht uit de  familie van de Flustridae en de orde Cheilostomatida. De wetenschappelijke naam werd in 1848 voor het eerst geldig gepubliceerd door Gray.

## Soorten
- Chartella elongata Cook, 1968
- Chartella notialis Hayward & Winston, 1994
- Chartella papyracea (Ellis & Solander, 1786)
- Chartella papyrea (Pallas, 1766)
- Chartella tenella (Hincks, 1887)

Niet geaccepteerde soorten:
- Chartella barleei (Busk, 1860) → Terminoflustra barleei (Busk, 1860)
- Chartella membranaceotruncata (Smitt, 1868) → Terminoflustra membranaceotruncata (Smitt, 1868)